# List z Laodycei
List z Laodycei – list napisany przez św. Pawła Apostoła wzmiankowany w Liście do Kolosan 4, 16:

A skoro list zostanie u was odczytany, postarajcie się, by odczytano go też w Kościele w Laodycei; a wy żebyście też przeczytali list z Laodycei (καὶ τὴν ἐκ Λαοδικείας; kai tēn ek Laodikeias).

Od czasów starożytnych starano się go utożsamić z którymś z listów Nowego Testamentu. Według informacji Tertuliana Marcjon nazwał Listem do Laodycean List do Efezjan. Okoliczność, że nowotestamentowy List do Efezjan jest pismem okólnym adresowanym do Kościołów w rejonie Efezu, wśród których znajdował się również Kościół w Laodycei, skłaniała wielu pisarzy chrześcijańskich ku tej identyfikacji. Pogląd ten posiada nadal wielu zwolenników. Jednocześnie nie brak również uczonych, którzy przyjmują, że List do Efezjan dzieli od Listu do Kolosan większy odstęp czasu, uniemożliwiający taką identyfikację.
W latach 30. XX wieku J. Knox wysunął hipotezę, identyfikującą List z Laodycei z Listem do Filemona. Zaproponował, by uznać, że adresat Listu do Filemona był Laodycejczykiem, Paweł zaś skierował list za jego pośrednictwem do mieszkającego w Kolosach Archipa, faktycznego właściciela zbiegłego niewolnika Onezyma. Wezwanie do publicznego odczytania listu włączałoby w sprawę pomiędzy panem a jego niewolnikiem całą wspólnotę. Wedle innej wersji tej hipotezy zarówno Filemon, Apfia, Archip, jak i Onezym pochodzili z Laodycei. Teoria Knoxa nie ma obecnie wielu zwolenników. Zwraca się uwagę na to, że List do Filemona ma zbyt prywatny charakter, by polecać jego publiczne odczytanie.
Do początku czasów nowożytnych List z Laodycei był też identyfikowany przez część pisarzy z apokryficznym Listem do Laodycejczyków. Obecnie przyjmuje się, że List do Laodycejczyków powstał pomiędzy II a IV wiekiem, co wyklucza możliwość przypisania go Pawłowi.
Wielu badaczy przyjmuje zatem obecnie, że List zaginął podobnie jak listy wzmiankowane w 1 Kor 5, 9 czy 2 Kor 2, 3n. albo nawet w ogóle nie został przez Pawła napisany.